# Auray (Fluss)
Der Auray (oberhalb der Stadt Auray als Loc’h bezeichnet) ist ein Fluss in Frankreich, der im Département Morbihan in der Region Bretagne verläuft. Er entspringt im Gemeindegebiet von Plaudren, entwässert anfangs in westlicher Richtung, dreht dann aber auf Süd und mündet nach rund 56 Kilometern, etwa auf der Höhe von Locmariaquer, in den Golf von Morbihan und in den Atlantischen Ozean. In seinem Unterlauf erreicht der Fluss den Regionalen Naturpark Golfe du Morbihan und bildet einen gut zehn Kilometer langen Mündungstrichter.

## Orte am Fluss
- Grand-Champ
- Brandivy
- Brech
- Sainte-Anne-d’Auray
- Auray
- Bono
- Locmariaquer